# Лой, Мирна
Мирна Лой (англ. Myrna Loy, урождённая Мирна Адель Уильямс (англ. Myrna Adele Williams), 2 августа 1905 — 14 декабря 1993) — американская актриса и танцовщица, обладательница премии «Оскар» за выдающиеся заслуги в кинематографе.

## Биография
Будущая актриса родилась 2 августа 1905 года в маленьком городе Радерсбург, штат Монтана, в семье ранчера Дэвида Франклина Уильямса, родом из Уэльса, и его жены Адель Мэй Джонсон. Мать Мирны получила образование в Американской музыкальной консерватории в Чикаго и хорошо играла на пианино. Отец в возрасте двадцати трёх лет увлекся политикой, был одним из самых молодых членов законодательного совета штата Монтана.
Детство Мирны прошло на ранчо отца, далее её семья переехала в город Хелена неподалёку, где Мирна в возрасте двенадцати лет дебютировала на сцене театра, исполнив танец в постановке Синей птицы. После смерти отца в ноябре 1918 года Мирна с матерью и братом Дэвидом перебрались в Лос-Анджелес. К пятнадцати годам Мирна начала появляться в небольших ролях в местных театральных постановках.

### Начало карьеры
В 1923 году Мирна окончила школу и приступила к работе танцовщицы в кинотеатре Egyptian Movie House — в эпоху немого кино перед началом сеанса танцоры нередко разыгрывали сцену из предстоящего фильма. Там на неё обратила внимание Наташа Рамбова, вторая жена Рудольфа Валентино. В 1925 году она организовала для Мирны кинопробы, которые та провалила, но тем не менее в том же году по протекции Наташи дебютировала на киноэкране в немом фильме «Какова цена красоты?», исполнив там эпизодическую роль вампирши.
Затем киностудия Warner Bros. предложила актрисе, которая к тому времени взяла псевдоним, контракт сроком на семь лет с гонораром в 75 долларов в неделю. В 1926 году Мирна исполнила свою первую заметную роль в приключенческом фильме «По Тихому океану» и на протяжении последующих восьми лет активно снималась, появившись в восьмидесяти фильмах. В основном Мирне предлагали роли роковых, восточных или экзотических женщин, и долгое время она не могла выйти за рамки этого амплуа.
Биржевой крах 1929 года привёл к кризису не только в экономике, но и в киноиндустрии, и потому Warner Bros. аннулировали контракт Мирны и отпустили её. Она начала сотрудничать с несколькими кинокомпаниями в качестве внештатной актрисы и в 1931 году сыграла свою первую комедийную роль в фильме Рубена Мамуляна «Люби меня сегодня вечером».

### Признание
Первая значительная популярность пришла к актрисе в 1934 году после двух важных в её карьере картин: фильма «Манхэттенская мелодрама» с Кларком Гейблом и Уильямом Пауэллом — истории о двух друзьях детства, которые, повзрослев, оказались по разные стороны закона и стали соперниками в борьбе за любовь героини Мирны, — и детективной комедии «Тонкий человек» по роману Дэшиэла Хэммета, где её партнёром вновь оказался Пауэлл. Роль Норы Чарльз, супруги отошедшего от дел детектива Ника Чарльза, стала поворотной в карьере актрисы — зрители с восторгом приняли этот остроумный и лёгкий фильм и полюбили его главных героев.

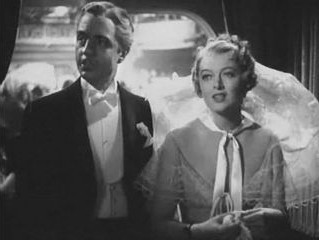
В роли Билли Берк в фильме «Великий Зигфелд» (1936)

Лой и Пауэлл составили один из самых выразительных кинодуэтов тех лет, появившись вместе в четырнадцати картинах, в том числе в пяти фильмах-продолжениях «Тонкого человека» — «За тонким человеком» (1936), «Другой тонкий человек» (1939), «Тень тонкого человека» (1941), «Тонкий человек едет домой» (1945) и «Песня тонкого человека» (1947). Кроме того, благодаря роли идеальной жены Норы актриса обрела новое амплуа, в котором продержалась до конца своей карьеры.
К тому времени она начала встречаться с продюсером Артуром Хорнблоу, но некоторое время пара не могла оформить свои отношения официально, так как Хорнблоу был женат. Пока он занимался разводом, у его возлюбленной случился конфликт с MGM — Мирна и руководители киностудии не сошлись во мнении относительно суммы её гонораров. Чтобы удержать популярную актрису, Луи Майер в итоге был вынужден выплатить ей премию в размере 25 тысяч долларов. В 1936 году Хорнблоу наконец стал свободен, и 27 июня пара поженилась в Мехико.
В том же году на экраны вышли ещё две удачные картины актрисы — комедийная мелодрама «Жена против секретарши» и музыкальная романтическая комедия «Великий Зигфелд», в которых партнёрами Мирны стали соответственно Кларк Гейбл и Уильям Пауэлл. В 1937 году перед премьерой драмы «Парнелл», где Лой вновь снялась в паре с Гейблом, в пятидесяти трёх американских газетах был проведён опрос общественного мнения, по результатам которого Кларк Гейбл и Мирна Лой были признаны Королём и Королевой Голливуда. В 1939 году с актрисой произошёл несчастный случай — на съёмках приключенческой мелодрамы «Сезон дождей» она сорвалась с лошади и едва не погибла.

### Война
Летом 1939 года Мирна и Артур уехали на три недели в Европу, где стали свидетелями надвигающейся фашистской угрозы. После начала Второй мировой войны актриса стала одной из активисток движения по сбору средств на военные нужды и в помощь Красному Кресту. Примерно в то же время её отношения с довольно деспотичным в быту Хорнблоу испортились, и в марте 1942 года супруги развелись. Через пять дней после развода Мирна, поддавшись настроению, вышла замуж вторично — за своего старого знакомого, рекламного магната Джона Герца. В военное время она перестала сниматься, полностью посвятив себя общественной деятельности и новым отношениям. Тем не менее, брак с Герцем оказался недолговечным, и в августе 1944 года по инициативе актрисы супруги расстались, а после победы Мирна вернулась в Голливуд.

### Последние годы
В 1987 году актриса выпустила автобиографию «Мирна Лой: Бытие и становление». Год спустя она была удостоена премии Центра Кеннеди за вклад в развитие американской культуры. В 1991 году ей была присуждена почётная премия «Оскар» за выдающиеся заслуги в кинематографе. На самой церемонии Лой не смогла присутствовать из-за проблем со здоровьем, ограничившись появлением на видеозаписи из своего дома, на которой она произнесла короткую фразу: «Вы сделали меня очень счастливой. Большое вам спасибо». Это было её последнее публичное выступление. Мирна Лой умерла 14 декабря 1993 года в возрасте 88 лет в больнице Ленокс-Хилл на Манхэттене во время проведения операции. Актриса была кремирована, а её прах захоронен на кладбище Форествейл в её родном городе Хелена, штат Монтана.

## Фильмография
| Год  |    | Русское название                        | Оригинальное название                | Роль                        |
| ---- | -- | --------------------------------------- | ------------------------------------ | --------------------------- |
| 1925 | ф  |                                         | A Tale of the Christ                 | эпизод                      |
| 1925 | ф  |                                         | Sporting Life                        | Хористка                    |
| 1925 | ф  |                                         | Pretty Ladies                        | эпизод                      |
| 1925 | ф  |                                         | The Wanderer                         | Девушка на бакалавре        |
| 1925 | ф  | Какова цена красоты?                    | What Price Beauty?                   | Вампирша                    |
| 1926 | ф  |                                         | The Third Degree                     | эпизод                      |
| 1926 | ф  |                                         | Across the Pacific                   | Рома                        |
| 1926 | ф  | Дон Жуан                                | Don Juan                             | Май                         |
| 1926 | ф  |                                         | So This Is Paris                     | Девушка                     |
| 1926 | ф  |                                         | Exquisite Sinner                     | Живая статуя                |
| 1926 | ф  |                                         | The Gilded Highway                   | Инес Кварц                  |
| 1926 | ф  |                                         | Why Girls Go Back Home               | Салли Шорт                  |
| 1926 | ф  |                                         | The Love Toy                         | эпизод                      |
| 1926 | ф  |                                         | The Caveman                          | Девушка                     |
| 1927 | ф  | Отпечатки пальцев                       | Finger Prints                        | Вампирша                    |
| 1927 | ф  | Когда мужчина влюблён                   | When a Man Loves                     |                             |
| 1927 | ф  | Горькие яблоки                          | Bitter Apples                        | Белинда Уайт                |
| 1927 | ф  |                                         | The Climbers                         | Графиня Вея                 |
| 1927 | ф  |                                         | Simple Sis                           | Эдит Ван                    |
| 1927 | ф  | Сердце Мэриленда                        | The Heart of Maryland                | Мулатта                     |
| 1927 | ф  |                                         | A Sailor’s Sweetheart                | Клодетт Ральстон            |
| 1927 | ф  |                                         | The Jazz Singer                      | Хористка                    |
| 1927 | ф  | Девушка из Чикаго                       | The Girl from Chicago                | Мэри Карлтон                |
| 1927 | ф  |                                         | If I Were Single                     | Джоан Уитли                 |
| 1927 | ф  |                                         | Ham and Eggs at the Front            | Фифи                        |
| 1928 | ф  | Берегись женатых мужчин                 | Beware of Married Men                | Хуанита Шелдон              |
| 1928 | ф  | Девушка в каждом порту                  | A Girl in Every Port                 | Девушка в Китае             |
| 1928 | ф  | Повернуть время вспять                  | Turn Back the Hours                  | Тиза Торреон                |
| 1928 | ф  |                                         | The Crimson City                     | Изабель                     |
| 1928 | ф  | Плата на входе                          | Pay as You Enter                     | Ивонн де Руссо              |
| 1928 | ф  |                                         | State Street Sadie                   | Изабель                     |
| 1928 | ф  | Полуночное такси                        | The Midnight Taxi                    | Герти Фейрфакс              |
| 1928 | ф  | Ноев ковчег                             | Noah’s Ark                           | Рабыня                      |
| 1929 | ф  |                                         | Fancy Baggage                        | Мирна                       |
| 1929 | ф  |                                         | Hardboiled Rose                      | Роуз Духамель               |
| 1929 | ф  |                                         | The Desert Song                      | Азури                       |
| 1929 | ф  |                                         | The Black Watch                      | Ясмани                      |
| 1929 | ф  | Шквал                                   | The Squall                           | Нуби                        |
| 1929 | ф  |                                         | The Great Divide                     | Мануэла                     |
| 1929 | ф  |                                         | Evidence                             | Native Girl                 |
| 1929 | ф  |                                         | The Show of Shows                    |                             |
| 1930 | ф  |                                         | Cameo Kirby                          | Леа                         |
| 1930 | ф  | Спасительный остров                     | Isle of Escape                       | Мойра                       |
| 1930 | ф  | Под техасской луной                     | Under a Texas Moon                   | Лолита Ромеро               |
| 1930 | ф  |                                         | Cock o' the Walk                     | Нарита                      |
| 1930 | ф  | Полковая невеста                        | Bride of the Regiment                | Софи                        |
| 1930 | ф  |                                         | The Last of the Duanes               | Лола Бланд                  |
| 1930 | ф  |                                         | The Jazz Cinderella                  | Милдред Вейн                |
| 1930 | ф  |                                         | The Bad Man                          |                             |
| 1930 | ф  |                                         | Renegades                            | Элинор                      |
| 1930 | ф  |                                         | The Truth About Youth                | Кара                        |
| 1930 | ф  |                                         | Rogue of the Rio Grande              | Кармита                     |
| 1930 | ф  |                                         | The Devil to Pay!                    | Мэри Крэйл                  |
| 1931 | ф  | Грязный флирт                           | The Naughty Flirt                    | Линда Грегори               |
| 1931 | ф  | Душа и тело                             | Body and Soul                        | Элис Лестер                 |
| 1931 | ф  | Янки из Коннектикута                    | A Connecticut Yankee                 | Морган ле Фэй               |
| 1931 | ф  | Плата за молчание                       | Hush Money                           | Фло Кертис                  |
| 1931 | ф  | Рикошет                                 | Rebound                              | Эви Лоуренс                 |
| 1931 | ф  | Через Атлантику                         | Transatlantic                        | Кей Грэм                    |
| 1931 | ф  | Линия горизонта                         | Skyline                              | Пола Ламберт                |
| 1931 | ф  | Брак в утешение                         | Consolation Marriage                 | Элен Брэндон                |
| 1931 | ф  | Эрроусмит                               | Arrowsmith                           | Джойс Ланьон                |
| 1932 | ф  | Эмма                                    | Emma                                 | Графиня Изабель Смит Марлин |
| 1932 | ф  | Ярмарка тщеславия                       | Vanity Fair                          | Бекки Шарп                  |
| 1932 | ф  |                                         | The Wet Parade                       |                             |
| 1932 | ф  | Женщина в комнате номер 13              | The Woman in Room 13                 | Сари Лоудер                 |
| 1932 | ф  |                                         | New Morals for Old                   | Мира                        |
| 1932 | ф  | Люби меня этим вечером                  | Love Me Tonight                      | Графиня Валентайн           |
| 1932 | ф  | Тринадцать женщин                       | Thirteen Women                       | Урсула Джорджи              |
| 1932 | ф  | Маска Фу Манчу                          | The Mask of Fu Manchu                | Фа Ло Ши                    |
| 1932 | ф  | Животное царство                        | The Animal Kingdom                   | Сесилия Генри Колье         |
| 1933 | ф  | Топаз                                   | Topaze                               | Коко                        |
| 1933 | ф  | Варвар                                  | The Barbarian                        | Диана Стэндинг              |
| 1933 | ф  | Боксёр и леди                           | The Prizefighter and the Lady        | Белль Мерсер Морган         |
| 1933 | ф  | Когда встречаются леди                  | When Ladies Meet                     | Мэри Говард                 |
| 1933 | ф  | Пентхаус                                | Penthouse                            | Герти Вакстед               |
| 1933 | ф  | Ночной вылет                            | Night Flight                         | Жена бразильского пилота    |
| 1934 | ф  | Люди в белом                            | Men in White                         | Лора Хадсон                 |
| 1934 | ф  | Манхэттенская мелодрама                 | Manhattan Melodrama                  | Элинор Пакер                |
| 1934 | ф  | Тонкий человек                          | The Thin Man                         | Нора Чарльз                 |
| 1934 | ф  | В поисках Стамбула                      | Stamboul Quest                       | Аннемари                    |
| 1934 | ф  | Эвелин Прентис                          | Evelyn Prentic                       | Эвелин Прентис              |
| 1934 | ф  | Бродвей Билл                            | Broadway Bill                        | Элис Хиггинс                |
| 1935 | ф  | Крылья во тьме                          | Wings in the Dark                    | Шейла Мейсон                |
| 1935 | ф  |                                         | Whipsaw                              | Вивиан Палмер               |
| 1936 | ф  | Жена против секретарши                  | Wife vs. Secretary                   | Линда Стэнхоуп              |
| 1936 | ф  |                                         | Petticoat Fever                      | Ирен Кэмптон                |
| 1936 | ф  | Великий Зигфелд                         | The Great Ziegfeld                   | Билли Берк                  |
| 1936 | ф  | Для Мэри — с любовью                    | To Mary — with Love                  | Мэри Уоллес                 |
| 1936 | ф  | Оклеветанная                            | Libeled Lady                         | Конни Алленбёри             |
| 1936 | ф  | За тонким человеком                     | After the Thin Man                   | Нора Чарльз                 |
| 1937 | ф  | Парнелл                                 | Parnell                              | Миссис Кэти О’Ши            |
| 1937 | ф  | Двойная свадьба                         | Double Wedding                       | Маргит Эгню                 |
| 1938 | ф  |                                         | Man-Proof                            | Мими Свифт                  |
| 1938 | ф  | Лётчик-испытатель                       | Test Pilot                           | Энн Бартон                  |
| 1938 | ф  | Слишком горячая рукоятка                | Too Hot to Handle                    | Альма Хардинг               |
| 1939 | ф  | Ночь удачи                              | Lucky Night                          | Кора Джордан Овертон        |
| 1939 | ф  | Сезон дождей                            | The Rains Came                       | Леди Эдвина Эскет           |
| 1939 | ф  | Другой тонкий человек                   | Another Thin Man                     | Нора Чарльз                 |
| 1940 | ф  | Третий палец на левой руке              | Third Finger, Left Hand              | Марго Шервуд Меррик         |
| 1940 | ф  | Люблю тебя вновь                        | I Love You Again                     | Катрин Уилсон               |
| 1941 | ф  | Любовное безумие                        | Love Crazy                           | Сьюзан                      |
| 1941 | ф  | Тень тонкого человека                   | Shadow of the Thin Man               | Нора Чарльз                 |
| 1945 | ф  | Тонкий человек едет домой               | The Thin Man Goes Home               | Нора Чарльз                 |
| 1946 | ф  |                                         | So Goes My Love                      | Джейн                       |
| 1946 | ф  | Лучшие годы нашей жизни                 | The Best Years of Our Lives          | Милли Стефенсон             |
| 1947 | ф  | Холостяк и девчонка-подросток           | The Bachelor and the Bobby-Soxer     | Судья Маргарет Тёрнер       |
| 1947 | ф  | Песня тонкого человека                  | Song of the Thin Man                 | Нора Чарльз                 |
| 1948 | ф  | Мистер Блэндингз строит дом своей мечты | Mr. Blandings Builds His Dream House | Мюриэль Блэндингс           |
| 1949 | ф  | Красный пони                            | The Red Pony                         | Элис Тифлин                 |
| 1949 | ф  | Этот опасный возраст                    | That Dangerous Age                   | Леди Кэти Брук              |
| 1950 | ф  | Оптом дешевле                           | Cheaper by the Dozen                 | Миссис Лилиан Гилбрет       |
| 1952 | ф  |                                         | Belles on Their Toes                 | Миссис Лилиан Гилбрет       |
| 1958 | ф  | Одинокие сердца                         | Lonelyhearts                         | Флоренс Шрайк               |
| 1960 | ф  | С террасы                               | From the Terrace                     | Марта Итон                  |
| 1960 | ф  | Полуночное кружево                      | Midnight Lace                        | Беатрис Корман              |
| 1972 | тф | Коломбо. Этюд в черных тонах            | Etude in Black                       | Лиззи Филдинг               |